# Comité de surveillance biologique du territoire
Le « Comité de surveillance biologique du territoire » (ou « CSBT ») est en France un organisme chargé d'évaluer et suivre l'état sanitaire et  « phytosanitaire » des végétaux (notamment dans l'agriculture et la sylviculture). Il est aussi chargé d'alerter quant à l'apparition éventuelle d'« effets non intentionnels des pratiques agricoles » sur l’environnement et les écosystèmes (dont cultures d’OGM). 
Il contribue ainsi à l’étude des effets des applications de pesticides, d'adjuvants et d'engrais et au suivi ou à la mise en évidence d'apparition ou dissémination d'organismes jugés nuisibles. 
La surveillance du territoire est basée sur :
- des plans de surveillance, qui doivent détecter les organismes (pathogènes, vertébrés (rat musqué, certains campagnols notamment), invertébrés, ou nouvelles espèces envahissantes introduites telle que la chrysomèle du maïs, ou le capricorne asiatique[1]) dits « nuisibles » aux végétaux.
Ils enclenchent le cas échéant des actions de gestion ;
- des plans de contrôle vérifient que les populations « nuisibles » sont maintenues à un niveau acceptable.

La surveillance du territoire est une des bases de la procédure de « passeport phytosanitaire européen », attribué aux végétaux mis en circulation.

## Aspects juridiques
Il est défini par décret. Le président n’a été nommé qu’en mai 2010.

## Acteurs
Ce sont les agents chargés de la protection des végétaux ou des agents travaillant sous leur contrôle. 

Président : Robert Mestre a été nommé président (durée de 5 ans renouvelable) par décret.

## Résultats, publications
Le comité publie son travail :
- dans le rapport annuel du Gouvernement à l'Assemblée nationale et au Sénat.
- via ses avis et recommandations du CSBT au gouvernement, qui «  seront rendus publics ».

## Missions
Le code rural les définit dans son article L. 251-1
Le CSBT :
- est consulté (pour avis) sur le « rapport annuel de surveillance du territoire », et sur « les protocoles et méthodologies d’observation nécessaires à la mise en œuvre de la surveillance biologique du territoire et sur les résultats de cette surveillance » ;
- produit des « recommandations sur les orientations à donner à la surveillance biologique du territoire » ;
- informe le Haut Conseil des biotechnologies des résultats de sa surveillance, et il doit alerter l'autorité administrative compétente et « les ministres chargés de l’agriculture et de l’environnement » quand il considère que certains « effets non intentionnels » de l’agriculture nécessitent des réponses ou mesures de gestion particulières ;
- consulte le Haut conseil des biotechnologies « au moins une fois par an » pour prendre son avis sur les protocoles et méthodologies d’observation permettant de suivre l’impact de la culture des plantes génétiquement modifiées sur les écosystèmes ;
- répond, si le président le décide, à d’éventuelles saisines relevant de son  domaine de compétence légale. Ces saisines peuvent venir des ministres chargés de l’agriculture et de l’environnement, des associations de protection de l’environnement agréées au titre de l’article L. 141-1 du code de l’environnement, et des groupements professionnels concernés ou de « toute personne morale participant aux missions de surveillance biologique du territoire, de gestion des risques pour l’environnement ou de préservation de la santé des végétaux ».

Les saisines doivent être écrites, détaillées et accompagnées de toutes pièces utiles à leur examen.

## Composition
L’article D. 251-1-3 du code rural, le CSBT stipule que ce comité doit être composé de 20 membres bénévoles, nommés pour 5 ans renouvelables, ayant des compétences scientifiques et techniques dans le  domaine, choisis sur la base d’un appel à candidatures, dont au moins :
1. ) 2 personnalités qualifiées dans le domaine de la biologie animale ;
2. ) 2 personnalités qualifiées dans le domaine de la biologie végétale ;
3. ) 2 personnalités qualifiées dans le domaine de la phytopathologie ;
4. ) 2 personnalités qualifiées dans le domaine des sciences agronomiques ;
5. ) 2 personnalités qualifiées dans le domaine de la protection de l’environnement et des végétaux, notamment de la biodiversité ;
6. ) 2 personnalités qualifiées dans le domaine de la génétique, notamment du génie génétique ;
7. ) 1 personnalité qualifiée dans le domaine de la génétique des populations.

Pour limiter le risque de conflit d'intérêts, les candidats doivent avoir fourni une déclaration d’intérêt .  Une commission de sélection propose un président et choisit les membres (et un suppléant par personne). Elle comprend un représentant du Muséum national d'histoire naturelle, de l’INRA , du CNRS.  Un vice-président est élu à la majorité absolue.

## Mode de travail
Il est cadré par le règlement intérieur  produit et voté (à la majorité des 2/3 des membres)par le comité. Le comité décide lui-même des modalités de retranscription des séances permettant tant que possible un avis pertinent tout en respectant la confidentialité de certaines informations.

Des groupes de travail analysent et étudient les sujets proposés par le président. 

Le secrétariat est assumé par le ministère chargé de l’agriculture. 

Quorum ; il est atteint quand au moins 50 % des membres  sont réunis. LE CSBT vote à la majorité des voix des membres présents ou représentés, avec voix prépondérante du président s’il y a partage égal des voix. 

La confidentialité des données soumises au comité et à son secrétariat est demandée quand elles sont soumises à propriété intellectuelle et industrielle. Les membres sont aussi tenus au secret Professionnel.